# Гетто в Песках (Мостовский район)
Гетто в Пе́сках (лето 1941 — 2 ноября 1942) — еврейское гетто, место принудительного переселения евреев посёлка Пески Мостовского района Гродненской области и близлежащих населённых пунктов в процессе преследования и уничтожения евреев во время оккупации территории Белоруссии войсками нацистской Германии в период Второй мировой войны.

## Оккупация Песков и создание гетто
Перед войной в деревне Пески из 3000 жителей 2000 были евреи. Оккупация продлилась с июня 1941 года до 13 июля 1944 года.
Гетто в Песках было организовано нацистами вскоре после оккупации, а весной 1942 года, за несколько месяцев до ликвидации, было огорожено колючей проволокой. Руководителем юденрата немцы вынудили стать Рахмиеля Гальперина.

## Условия в гетто
В гетто были согнаны более 2000 евреев, их использовали на принудительных работах.
В территорию гетто вошло еврейское кладбище, синагога и дома рядом с ней. Немцы специально провели границы так, чтобы река Зельвянка не проходила по гетто, и источником воды в гетто был единственный колодец. Жажда, голод и болезни убивали узников.
Огороженное со всех сторон гетто строго охранялось немцами и полицаями.
Комендантом гетто был назначен немец по фамилии Бек, живший неподалеку в деревне Туры, где он владел мельницей.

## Уничтожение гетто
2 ноября 1942 года узников (от 1000 до 2000 человек по разным данным) начали переправлять в гетто в Волковыске. Ещё 300 (360) евреев пригнали из Мостов, а также Зельвян и других близлежащих деревень. Евреев гнали пешком и везли на телегах, а тех, кто не мог передвигаться — слабых, больных и стариков — оставили в местечке, пообещав, что их перевезут позже. Этих оставшихся охрана СД, гестапо и жандармы загнали в деревянный дом около еврейского кладбища и сожгли заживо. Сгорели 20 местных евреев и 3 из Мостов. Кто мог — пытался выбраться через окна и двери, но охрана стреляла по ним. Спастись удалось только нескольким молодым евреям.
По показаниям полицая Антона Якубовского: 

Больную еврейскую женщину полицейские принесли на кровати. Пламя было уже сильное и внести её в дом они не могли. Кровать поставили возле тлевшей стены. Двигаться она не могла и сгорела заживо. Адам Бакунович повалил на землю другую еврейку, потащил к пожарищу и сунул в горевший дом.
В убийстве евреев, помимо немцев, активно участвовали и местные жители, служившие в полиции: Михаил и Чеслав Заболоцкие, Беньковский, Антон Франц, Казимир Артишевич, Иван Заяц, Путиловский, Вацлав Антонович, Тишевский, Карчевский.

## Память
Жертвам геноцида евреев в Песках в 2009 году был установлен памятник.
Сохранилось и опубликованы только несколько имён убитых евреев из Песков — среди них Зейдель Народовский и Шмуил Воровский.